# سكوت ستيرلينغ
سكوت ستيرلينغ (بالإنجليزية: Scott Sterling)‏ هو لاعب غولف أمريكي، ولد في 2 فبراير 1972 في بومونت في الولايات المتحدة.

## وصلات خارجية
- سكوت ستيرلينغ على موقع رابطة لاعبي الغولف المحترفين (الإنجليزية)